# Révolution et Justice

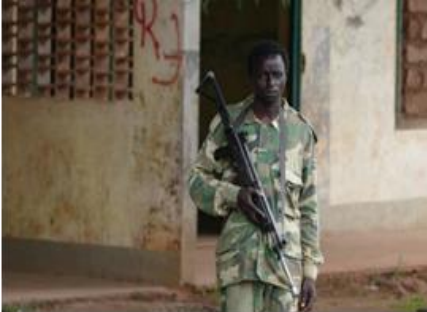
Un soldat de la Révolution et Justice

Révolution et Justice est un groupe armé impliqué dans la troisième guerre civile centrafricaine.

## Historique
Révolution et Justice affirme exister politiquement depuis août 2013, il dément être un groupe rebelle et déclare disposer de comités de sympathisants qui s'étendent à l'intérieur d'un triangle reliant Kaga-Bandoro, Bangui et de Bocaranga. Quelques mois après sa création, le mouvement se dote d'une branche armée ; les Forces Spéciales de Révolution Justice (FS-RJ), dirigé par le commandant Sayo[réf. souhaitée].
En 2013, le mercenaire belge François Toussaint, également surnommé « David Ngoy » ou « Kalonda Omanyama », rejoint Armel Sayo au Cameroun et devient conseiller militaire du mouvement. En novembre, les deux hommes entrent en République centrafricaine et mettent en place un camp d'entraînement dans la région de Paoua. Révolution et Justice recrute alors plus d'un millier d'hommes, principalement des jeunes des environs et s'empare de quelques localités du nord-ouest.
Sans être l'allié des anti-balaka, ni soutenir un retour au pouvoir de François Bozizé, le mouvement armé Révolution et Justice se montre particulièrement hostile à la Seleka et s'oppose aux Peuls. Armel Sayo et François Toussaint amalgament les Selekas aux djihadistes et affirment que ces derniers risquent de favoriser l'arrivée de Boko Haram en République centrafricaine. Le 20 février, le mouvement Révolution et Justice prétend d'ailleurs avoir capturé deux hommes de Boko Haram à Sido, au nord du pays.
Révolution et Justice publie plusieurs communiqués dans lequel il prétend avoir remporté plusieurs combats contre les Seleka. Selon eux, ils les battent le 17 janvier entre Boguila et Goré. Le 19, un nouvel affrontement a lieu à Sido, entre Markounda et Bossangoa. Le 22, les FS-RJ déclarent avoir tué 22 combattants des Seleka à Boguila après des combats de deux jours contre aucune perte dans leurs rangs, puis s'être emparé de Bodjomo,. 
Le 24 janvier, le mouvement Révolution et Justice annonce approuver le départ de Michel Djotodia et apporte son soutien à Catherine Samba-Panza, élue Chef de l'État de transition de la République centrafricaine.
Mais sans source de revenu ni moyen de financement, le mouvement s'affaiblit à partir de janvier 2014. Peu après, François Toussaint quitte le groupe à la suite d'un différend avec Armel Sayo. Condamné par contumace à la prison à perpétuité pour un meurtre commis en 2005, et visé par Interpol, François Toussaint est arrêté à Bouar, le 7 juillet, par la MISCA et extradé vers la Belgique le 13 décembre,
Armel Sayo est quant à lui nommé Ministre de la Jeunesse et des sports de la République centrafricaine le 22 août 2014,.
En janvier 2018, Révolution et Justice devient le premier groupe armé à accepter de désarmer dans le cadre du programme national de désarmement, de démobilisation et de réinsertion.